# Casa al carrer Prat de la Riba, 6 (el Vendrell)
La Casa al carrer Prat de la Riba, 6 és una obra noucentista del Vendrell (Baix Penedès) inclosa a l'Inventari del Patrimoni Arquitectònic de Catalunya.

## Descripció
L'edifici consta de dues plantes. Els baixos són molt restaurats i ocupats per botigues, però el pis principal conserva el seu caire antic, en ell podem veure: un balcó a la part central sostingut per mènsules, amb barana de ferro forjat i portes balconeres rematades per motllures i medallons de motius vegetals. Sobre aquest cos hi ha una franja de decoració també en motius vegetals i una cornisa amb barana de pedra. Al costat dret de la casa sobresurt un cos vertical col·locat al mateix nivell de la cornisa, el qual conté dues pilastres adossades a cada banda amb medalló cadascuna, i una finestra rectangular i una motllura en arc de mig punt.